# أنتوني ووكر
أنتوني ووكر (بالإنجليزية: Anthony Walker)‏ هو مجدف أسترالي، ولد في 19 نوفمبر 1939.

## وصلات خارجية
- أنتوني ووكر على موقع الاتحاد الدولي للتجديف (الإنجليزية)
- أنتوني ووكر على موقع أوليمبيديا (الإنجليزية)